# Итан Фром
„Итан Фром“ (енгл. „Ethan Frome“) је кратки роман америчке књижевнице Идит Вортон из 1911, који се одиграва током зиме у брдовитим пределима Нове Енглеске. У средишту романа је љубавни троугао који укључује доброћудног фармера Итана, његову жену Зину и њену рођаку Мети. Тематизујући окрутност, скривени еротизам, брак без љубави и духовну изолацију, Идит Вортон је написала књижевно дело о немогућности појединца да превазиђе ограничења која су му наметнута споља. Историчари књижевности га често одређују као ауторкино најмрачније остварење.
Вортон је написала прву верзију на француском 1907, док је увежбала своје знање овог језика, у облику кратке приче о Итану Харту на осам страна. Првобитна прича је нарасла у роман на енглеском, у којем је јунаково презиме преименовано у Фром. Касније је у својој аутобиографији објаснила да је дело написала након што је десет година провела у планинској регији Масачусетса, где је имала прилику да се упозна са различитим аспектима, дијалектом и моралним животом брђана. „Итан Фром“ је издат као књига септембра 1911, док је у часопису „Скрајбнер“ излазио периодично у наставцима од августа до октобра исте године.
Данас се сматра класиком америчке књижевности иако је током стогодишње рецепције роман различито естетски вреднован - од оцене да је „Итан Фром“ ремек-дело, до оних који су оптуживали Вортон за неосновану суровост према јунацима. Истоимена филмска адаптација снимљена је 1993.
Роман је на српски језик превео Чедомир Миндеровић.

## Заплет
Радња романа „Итан Форм“ одиграва се у фикционалном градићу Старкфилду, у држави Масачусетс на северу САД-a. Док послом борави у овој варошици, неименовани инжењер и наратор овог романа, снажно се заинтересовао за Итана Фрома, повученог и сиромашног педесетдвогошњег мушкарца, чији живот његови суграђани нису вољни да коментаришу. Због епидемије коњске болести, инжењер унајмљује Фрома као кочијаша, пошто је његов дорат један од ретких коња у граду који је остао здрав. Једног дана услед велике мећаве, неименовани наратор је присиљен да преноћи у Итановој кући. Инспирисан оним што је видео и чуо од других, он одлучује да састави причу о Фромовом животу. На овом месту се завршава оквирна прича и приповедање у првом лицу.
Средишњи и највећи део романа је исприповедан у трећем лицу, док је сама нарација у односу на време одигравања оквирне приче смештена две деценије раније, у време Итанове младости, када се десила кобна несрећа која је битно предодредила његову судбину. У поноћ док пада снег, млади Итан долази у град да покупи Мети са игранке и одведе је кући. Она је рођака његове жене Зине, коју су, након што је остала без родитеља, примили у дом. Фром гаји емоције према њој. Кући их дочекује свадљива и болесна Зина, која је почела да слути да се између њеног мужа и рођаке развија емотивна веза. Сутрадан вративши се са посла, Фром затиче своју жену спремну за једно од својих честих путовања, када одлази у суседна места тражећи докторе и лек за своје умишљене болести. Фром се радује што ће на једно вече остати сам са Мети. Те вечери, иако ни у једном тренутку не вербализују своја осећања, између њих двоје струји снажна емоционална тензија. Уживајући у вечери са Мети, главни јунак машта о некој бољој стварности.
Сутрадан се враћа Зина која саопштава своме мужу да је унајмила искусну девојку као кућну помоћницу, пошто ју је доктор саветовао да не сме да ради ниједан кућни посао. Итан јој објашњава да њихови новчани приходи нису довољно високи да би могли да приуште себи додатну помоћ, на шта му супруга пребацује да се не брине довољно о њој и њеном здрављу, као и да ће расходе смањити ако Мети напусти кућу. Иако је Итан очајан због такве одлуке, ратсргнут између сопствених емоција и друштвених обавеза према болесној жени, он не уме да пронађе решење.
Итан одлучује да одвезе Мети на железничку станицу упркос Зинином противљењу. Обузети тугом, изјављују једно другоме љубав. На врху брда одлучују да се спусте санкама и тако испуне неостварену жељу коју су дуго планирали. Након успешног спуста, Мети предлаже да се спусте још једном, али са потпуно другачијим циљем. Она заправо предлаже да се спусте директно на оборено дебло, не би ли на тај начин извршили заједничко самоубиство. Итан у први мах одбија њен предлог, али притиснут немогућношћу да замисли живот без ње, пристаје на овај драстични потез. Након судара Итан се буди у великим боловима. Чувши отежано дисање Мети и дозивање његовог имена, схвата да нису успели у својој намери. Овде се завршава средишњи део романа исприповедан у трећем лицу.
Последњи сегмент овог кратког романа враћа се на наративну позицију са самог почетка, то јест на приповедање у првом лицу из перспективе инжењера, који наставља нарацију тамо где је првобитно прекинута - од тренутка уласка у Фромов дом. Дом је описан као сиротињски намештен, неуредан и хладан. У соби затиче две остареле, неуредне и свадљиве жене; његову жену Зину и Мети. Наиме, Мети је након неуспелог покушаја самоубиства остала парализована. Током тих двадест година, услед тешких болова и фрустрација, постала је у свему готово идентична Зини. Следећег дана наратор се враћа у град где са госпођом Хејл разговара о трагичном удесу тихог, уклетог Фрома и о судбини двеју жена са којима је осуђен да већ двадесет година проводи дуге, оштре, зимске ноћи без икакве наде у боље сутра. Обоје су сагласни да је такав живот идентичан смрти.

## Ликови

### Главни
Итан Фром је центални јунак романа и његово име стоји у самом наслову. Још као младић лирске сензибилности, он сања о каријери инжењера и на једногодишњем курсу у технолошкој школи стиче образовање. Очева смрт и мајчина болест прекидају његово школовање, те је присиљен да се врати у свој родни крај, где узалудно покушава да води јалову фарму и нерентабилну пилану. Након смрти мајке жени се њеном неговатељицом Зином, девојком седам година старијом, јер није могао да поднесе живот у самоћи. Зина се после венчања показује као џангризави хипохондар и постаје још једна додатна препрека Фромовој жељи да постане инжењер и настани се у граду. Млад и пун живота, Итан почиње да сагледава свој живот тек када у њега улази Мети, женина рођака коју примају у свој дом након што је остала без родитеља, у коју се заљубљује. Тек тада му пуца пред очима визија његове отмене каријере, тужне младости, немаштине, тешкоће и напора. Кроз Фромову судбину обрађене су две теме: сукоб страсти са друштвеним конвенцијама и утицај оштре зиме на људски дух. Обе тенденције чине од Фрома пасивну, несрећну жртву околности, оптерећену дужностима према жени, горким искуством сиромашног фармера и рупама које Старкфилдски смрзнути предео оставља на душу појединца. Зинине болести, сиромаштво, друштвене конвенције и страх од ризика руше прво његове снове да ће постати инжењер, а затим и његову љубав према Мети и могућност да са њом побегне започињући нови живот. У тренутку када га инжењер/наратор среће, Итан је већ старац од педесет и две године, укрућен и сед, осакаћено отелотворење неипуњених амбиција и жеља. Као да је постао део сурове природе, тако да његова трагична морална изолација носи у себи сву "дубоко нагомилану хладноћу старкфилдксих зима".
Зина Фром је супруга Итена Фрома и рођака Мети. Првобитно је била неговатељица Фромове мајке коју је главни јунак оженио након мајчине смрти, зато што није могао да прводи сам дуге зимске ноћи. Она је седам година старија од свог супруга и представљена је као јетка, пакосна супруга и хипохондар, која је опседнута докторима и зна медицинске картоне свих особа у округу. Она не жели живот у граду јер тамо не би могла да гледа људе са висине. Слутећи да се нешто дешава између њеног мужа и рођаке, жели да удаљи Мети. Иако Зина није комплексни лик као Фром, негативни аспект њене личности је лако уочљив. Упркос томе што је супруга коју муж планира да превари, због свих наведених чиниоца, читалац се много више саосећа са Фромовом судбином, него њеном патњом. Након зимске несреће Зина је изненађујуће мирно прихватила да негује парализовану рођаку, проналазећи перверзно задовољство у патњи Итана и Мети, знајући да је њихов покушај самоубиства заправо неуспели покушај бекства од живота са њом.
Мети Силвер је Зинина рођака која почиње да живи са Фромовима након смрти њених родитеља. Сви догађаји у роману су предствљени у светлу промена које наступају када она долази у њихов дом. Као и Зину читалац Мети упознаје готово искључиво кроз перспективу главног јунака која је обојена страшћу. Са својом лепотом и живахношћу она је оличење свега онога што Зина није и за чиме Итан жуди у животу. Њен изглед је детерминисан детаљима црвених одевних предемета, који симболизују страст и трансгресију. Када на крају открије своја осећања, Мети се показује као имплусивна, мелодраматична и незрела девојка која наговара Фрома на самоубиство. Након што је остала парализована, она постаје јетка, џангризава и огорчена попут своје рођаке Зине.

### Епизодни
Неименовани наратор је инжењер који је у Старкфилд дошао послом. Иако је главни медијатор између приче о Фрому и читаоца, он не игра никакву улогу у самом заплету. Зато остаје неименован.
Денис Еди је син богатог ирског трговца који се удвара Мети. Он је предмет Итанове љубоморе на почетку роману, све док не сазна за њена права осећања.
Рут Варнам Хејл је удовица Неда Хејла и станодавка неименованог наратора. Наратор је описује као софтицирану и образовану жену.
Нед Хејл је муж Рут Хејл, а у доба одигравање несреће њен вереник. Недова и Рутина срећна романса је у супротности са бесплодном љубави Итана и Мети. У време када наратор долази у Старкфилд, више се не налази међу живима.
Ендру Хејл је Недов отац и градитељ који је куповао од Итана дрва. Он одбија да Итану позајми новац. Касније Итан планира да га слаже да би наплатио дуг, али од тога одустаје.
Госпођа Хејл је Ендруова жена и Недова мајка. Она једина показује самилост и топлину према младом Итану што постаје разлог зашто одустаје од лагања Ендруа Хејла.

## Теме
Мада веома различит по тематици коју третира, овај роман се по главној идеји не разликује много до осталих дела Идит Вортон, пошто и у „Итану Фрому“ осећање одговорности пред друштвеним конвценцијама осуђује јунака на живот вечитог изгнаника.
„Итан Фром“ представља једно од Вортонових најотворенијих истраживања детерминизма у људском животу. Детерминизам или предодређеност представаља идеју да појединац не учествује својом вољом у обликовању свог животног пута и будућности, већ да је његов живот контролисан и обликован наслеђем, природом и друштвеним окружењем. Вортон у „Итану Фрому“ истражује на који начин су ова три фактора имала утицај на јунаков живот. Његово породично окружење утиче на Итана јер се због очеве смрти и мајчине болести вратио са школовања. Утицај породице је присутан и након њихове смрти у виду породичних гробова о којим јунак често размишља. Рурална средина и патријархални морал такође предодређују Фромов живот и не дозвољавају му да се оглуши о њихове неписане законе. Ништа мање и природни свет утиче на немогућност превазилажења ситуације. Земљиште на којем се налази фарма неплодно је и не обезбеђује довољно новчаних прихода, тако да Итан нема новца да започне нови живот. Дуге, тешке зиме, са пуно снега утичу на отуђеност, меланхолично расположење и незадовољство ликова у делу.
Поједини проучаваоци стваралаштва америчке ауторке су овај снажни детерминизам повезали са калвинизмом. Калвинизам и рана модерна књижевност деле исти осећај људског ограничења, који се у калванизму схвата као првобитни грех и Божија воља, док се код модерниста схвата као ограничење природе и друштва. Иако су књижевници ове генерације заменили појам Бога са каузалитетом чињеница и научним објашњењем, остала им је блиска калвинистичка идеја по којој је људска патња неизбежна. Чак се може рећи да се са нестанком верске извесности смисао животних амбивалетности додатно повећао, као и иронија са којом је таква амбивалетност представљена. Вортон евоцира калвинистичку доктрину као митски оквир који јој омогућава да дирљиво и иронично опише оновремену душевну малаксалост.

## Рецепција романа
Ране књижевне рецензије изашле непосредно након првог издања романа приказивале су га као грчку трагедију смештену у Хоторнову Нову Енглеску. У рецензији „Њујорка Тајмса“ похвално су писали о роману, истичући да госпођа Вортон преферира да прикаже живот кроз визуру трагичног песника без дубоке саосећајности и да „Итан Форм“ није велики роман, већ импресивна трагедија. Фредерик Купер је у књижевном приказу за „Букмен“ сумирао да је тешко опростити ауторки немилосрдност, али да је посматрано са чисто естетске стране „Итан Фром“ вредан дивљења. У рецензији за енглеско издање „Букмена“ роман, описан као леп, тужан, и дубоко хуман, такође је поређен са грчком трагедијом.
Амбивалентно интересовање за „Итана Фрома“ расло је у годинама након објављивања. У овом периоду проглашаван је или ремек-делом или књигом непријатном за читање. Едвин Бјоркман је 1913, ослањајући се на растућа социјалистичко-либерална струјања у књижевној рецепцији, роман одредио трагедијом на друштвеном, а не на личном плану. Елизабет Шепли Серџен је 1915. назвала роман трагичним ремек-делом Нове Енглеске и поредила стваралштво Идит Вортон са књижевним остварењима Мери Вилкинс Фриман и Саре Орн Џует. Шепли Серџен је, ипак, Вортон подредила у односу на стваралаштво поменутих ауторки, те је истакла да ће Џуитин роман „Краљичина близнакиња“ остати упамћен, док ће „Фром“ пасти у заборав. Време је показало да се десило сасвим обрнуто.
Тридестих година, у време популарности социјалне књижевне критике у Америци, роман је нападнут као неверодостојно приказивање живота сиромашних. Оптужбе да припадница више класе, каква је била Вортон, није знала ништа о сиромаштву, да није марила како они живе, да код ње нема одговорности према овом слоју и да сиромашне није третирала као класу, већ као стање, биле су присутне у текстовима књижевних кричара леве оријентације. Ворен Бич, угледни критичар америчке нове критике, у свом есеју из 1933. први је истакао важност тачке гледишта и сложену нарацију „Итана Фрома“, упоредивши роман са делима Хенрија Џејмса. Енглеска критичарка Квини Дороти Ливис је 1938. хвалила књижевно стваралаштво Идит Вортон одређујући је као писца остиновских романа о Њујорку, при чему је истакла да је „Итан Фром“ дирљива студија патње поштеног сиромаха, али и први амерички роман који је разбио идилично приказивање природе Нове Енглеске.
Лајонел Трилинг, критичар веома поштован у академском свету, написао је 1956 у есеју „Моралност инерције“ врло оштру критику романа називајући га лажним и окрутним. Ово дело је прогласио „мртвом књигом“ без моралног одјека, у којој се катарза доживљава кроз уживање у патњи самих јунака. Пошто по Трилингу књижевност мора да поучи, готово је грешно уживати у овом роману. Углед критичара и оштрина текста значајно су утицали на пад интересовања књижевне критике према овом књижевном делу, и готово да се у периоду између 1956. и 1977. о „Итану Фрому“ искључиво размишљало кроз призму Трилинговог есеја. Џејмс Татлтон, први стручњак за стваралаштво Идит Вортон, неколико деценија касније ће Трилингов текст оценити као „велику грешку једне велике критичарске каријере“.
Крајем седамдестих јављају се нове интерпретације и нова признања естетске вредности дела. Синтија Грифин Вулф је 1977. понудила психолошло-биографско читање романа, док је Елизабет Емонс роман интерпретирала у митопоетском кључу, читајући га као изокренуту бајку о Снежани.  Француска књижевница Маргерит Јурсенар је у неколико интервјуа истицала лепоту овог романа. Осамдестих и деведестих, у време успона феминистичке књижевне критике, „Итан Фром“ је више пута интерпретиран као критика друштвеног патријархата. Угледни амерички критичар Харолд Блум је „Итана Фрома“ укључио на списак канонских дела светске књижевности у својој књизи „Западни канон“. Деведесетих је порасло интересовање за ишчитавање пуританизма, калвинизма и других религијских слојева присутних у овом остварењу.

## Филмска адаптација
Роман „Итан Фром“ је адаптиран у сценарио истоименог филма из 1993. Режију је потписао Џон Маден, док су главне улоге поверене Лијаму Нисону, Патриши Аркет, Тејту Доновану и Џоуни Ален. Највећа разлика између књиге и филма је у томе што је лик странца, који на почетку долази у Старкфилд, у књижевном остварењу Идит Вортон инжењер, док је у филмској адаптацији свештеник. Остварење је наишло на подељену рецепцију међу филмским критичарима и тренутно на сајту ротен томејтоус држи проценат од 56 посто филмских критика са позитивном оценом.

### На српском језику
- Mirković, Radoslava (1964). "Edit Vorton"; pogovor u: E. Vorton; Iten From. Beograd: Rad. ISBN.

### На енглеском језику
- McFarland Pennell, Melissa (2003). Student Companion to Edith Wharton. Greenwood Publishing Group. ISBN 978-0-313-31715-6.
- Singley, Carol J. (1998). Edith Wharton: Matters of Mind and Spirit. Cambridge University Press. ISBN 978-0-521-64612-3.
- Wharton, Edith (1933). A Backward Glance. New York: A Backward Glance.
- Werlock, Abby H. P.; Werlock, James P (2015). Encyclopedia of the American Novel. Infobase Learning. ISBN 978-1-4381-4069-8.
- Killoran, Helen (2001). The Critical Reception of Edith Wharton. Boydell & Brewer. ISBN 978-1-57113-101-0.
- Trilling, Lionel (1962). "The Morality of Inertia" in: Ethan Frome: A Collection of Critical Essays. Englewood Cliffs. ISBN.
- Bjorkman, Edwin (1913). "The greater Edith Wharton" in Voices of Tomorrow: Critical Studies of the New Spirit in literature. New York: Mitchell Kennerley. ISBN.
- Cooper, Frederic Taber (1911). "Ethan Frome" Rev. of  Ethan Frome. Bookman 34. ISBN.
- Sergeant, Elizabeth Shepley (1915). "Idealized New England" Review of Ethan Frome by Edith Wharton. The New Republic 3. ISBN.
- Beach, Jospeh Warren (1932). The Twentieth Century Novel: Studies in Technique. New York: Century. ISBN.
- Kazin, Alfred (1962). "Edith Wharton" in Edith Wharton: A Collection of Critical Essays. Enlewood Cliffs. ISBN.
- Leavis, Q. D. (1962). "Henry James's Heiress: The Importance od Edith Wharton" in: Edith Wharton: A Collection of Critical Essays. Enlewood Cliffs. ISBN.
- Ammons, Elizabeth (1979). "Edith Wharton's Etthan Frome and the Question of Meaning" in: Studies in American Fiction 7. New York. ISBN.
- Tuttleton, James W. (1983). American Women Writers> Bibliographical Essays. Greenwood. ISBN.
- Wolff, Cynthia Griffin (1977). A Feast of Words: The Triumph of Edith Wharthon. New York: Oxford UP. ISBN.